# Zemský archiv v Opavě
Zemský archiv v Opavě (v odborné literatuře citován ve zkratce ZAO) je státní oblastní archiv spadající přímo pod ministerstvo vnitra ČR. Nad rámec zbývajících oblastních archivů opavský archiv shromažďuje archiválie samostatné zemské správy Slezska a Moravskoslezské země (část spravuje také Moravský zemský archiv v Brně). Archiv má hlavní sídlo v Opavě a pobočku v Olomouci. Pod jeho pravomoc spadá Moravskoslezský a Olomoucký kraj, deset státních okresních archivů. Jako rok vzniku je považován rok 1901.

## Historie archivu

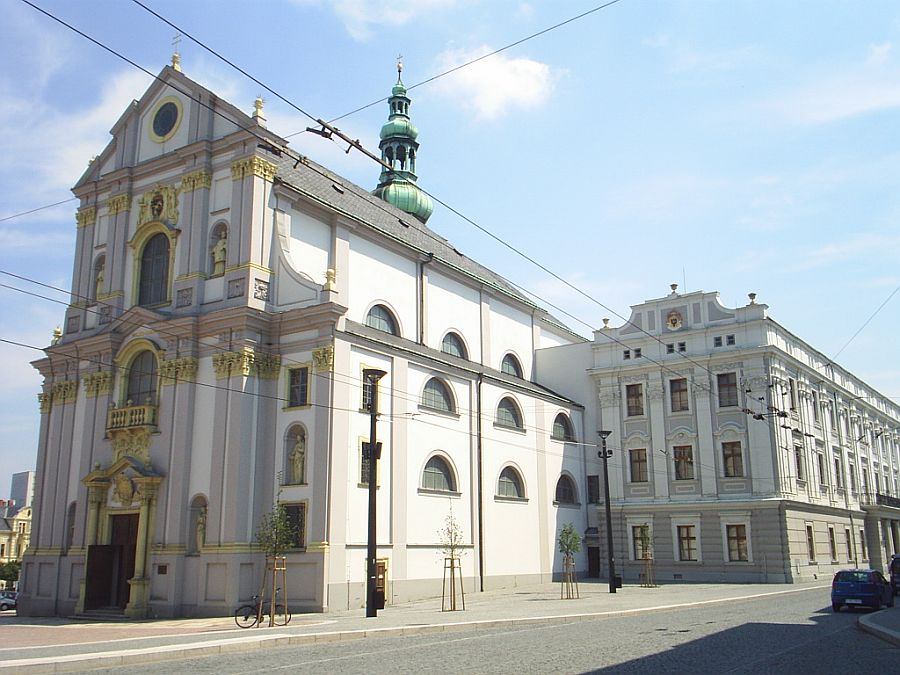
Zemský archiv za kostelem sv. Vojtěcha

Počátek archivu, i když ještě ne jeho oficiální založení, lze položit do roku 1849, kdy slezský veřejný konvent pověřil Franze Tillera k pořádání archivních fondů. Jednalo se zejména o písemnosti opavského a krnovského knížectví. V roce 1888 podal návrh na nové pořádání archivu pedagog opavského gymnasia Gottlieb Kürschner podpořený Vincencem Praskem. V roce 1901 byl Kürschner po schválení zemským výborem ustanoven zemským archivářem. V roce 1921 se po Kürschnerovi stal ředitelem Václav Hauer, který archivu dopomohl k prvním odborným pracovníkům. Jedním z nich byl Leopold Peřich, jenž se po Václavu Hauerovi stal následujícím ředitelem archivu.
Za německé okupace v letech 1938 až 1945 se opavský archiv stal důležitým říšským archivem pro oblast českého Slezska, okupované části severní Moravy a části východních Čech. Při bombardování Opavy na jaře roku 1945 byla velká část uložených fondů nenávratně zničena. Všechny archiválie umístěny v přízemí archivní budovy shořely, mezi nimi zejména velmi cenná stará gymnasiální knihovna se středověkými a raně novověkými rukopisy a větší část liechtensteinského depozita.
Po zavedení krajů v roce 1948 se opavský archiv stal krajským archivem pro nově zřízený Ostravský kraj.